# Tabanus taeniatus
Tabanus taeniatus är en tvåvingeart som beskrevs av Macquart 1834. Tabanus taeniatus ingår i släktet Tabanus och familjen bromsar. Inga underarter finns listade i Catalogue of Life.